# Schacknotation
Schacknotation är ett system för att kunna nedteckna schackpartier för senare genomgång och analys. Den vanligaste metoden är den algebraiska notationen, så kallad för att den bygger på schackbrädets koordinatsystem. Det internationella världsschackförbundet FIDE tillåter i sina tävlingar och matcher numera endast det algebraiska systemet, och rekommenderar användning av denna enhetliga schacknotation även i schacklitteratur och tidskrifter.
Fram till 1970-talet användes även, framför allt i engelskspråkiga länder, den beskrivande notationen. 

## Pjäsernas beteckningar
I schacknotation betecknas pjäserna med bokstäver enligt tabellen.
| Pjäs      | Beteckning på svenska             | Beteckning på engelska                  |
| --------- | --------------------------------- | --------------------------------------- |
| Kung      | K                                 | K (King)                                |
| Dam       | D                                 | Q (Queen)                               |
| Torn      | T                                 | R (Rook)                                |
| Löpare    | L                                 | B (Bishop)                              |
| Springare | S                                 | N, tidigare Kt (Knight)                 |
| Bonde     | B (endast i beskrivande notation) | P (Pawn, endast i beskrivande notation) |

För att i notationen lättare kunna särskilja pjäserna från koordinatsystemet de rör sig över, anges pjäsernas beteckningar alltid med stor bokstav (versaler), och koordinaterna alltid med små bokstäver (gemener). I algebraisk notation lämnas bönder helt utan speciell pjäsbeteckning.

## Algebraisk notation

### Lägesbeskrivning

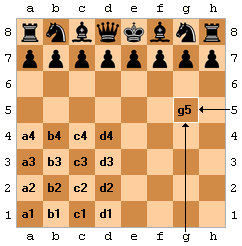
Översikt över koordinatsystemet använt vid algebraisk notation.

I schacknotationen använder man det koordinatsystem de flesta bräden är utrustade med för att ange pjäsernas position. Så är till exempel "a1" fältet i det nedre vänstra hörnet ur vit spelares synvinkel (ur svarts är det övre högra hörnet). Beteckningarna löper horisontellt från vänster till höger som linjer "a" till och med "h", och vertikalt nedifrån och upp som rader "1" till och med "8", alltid sett ur vits perspektiv.

### Normal förflyttning
För att i normalfall beskriva ett drag räcker det med att ange vilken pjäs som flyttas, och till vilket fält den flyttas. Exempelvis innebär notationen "Sf4" att en springare flyttas till fältet "f4". Detta sätt att skriva utgör ett exempel på så kallad kort notation. Skulle vits båda springare kunna nå fältet "f4" måste man förtydliga notationen genom att ange linje eller rad pjäsen flyttas från. Låt säga vit har en springare på e2 och en på d3. "Sef4" anger då att det var springaren på e-linjen som flyttades, inte den på d3. Hade vit i stället haft springarna på e2 och e6 så skriver man "S2f4" för att förtydliga att utgångspositionen var på andra raden, inte på sjätte raden. Man kan också skriva detta drag som "Se2-f4" ("springaren på e2 flyttas till f4"). Detta sätt att skriva kallas lång notation, eller ibland utförlig notation, och anger även vilken ruta pjäsen stod på innan den förflyttades. Böndernas förflyttning skrivs enbart med destinationsfältets koordinat, utan att ange vilken pjäs det rör sig om (exempelvis "e4", kort notation), eller med både ursprungs- och destinationsfältets koordinater (exempelvis "e2-e4", lång notation).

### Slag
I schacknotation betecknas slag med ett "x". Exempelvis innebär "Sxf4" att springare slår den pjäs som står på "f4". Om det kan råda tvetydighet om vilken pjäs som gör slaget anger man även här från vilken linje eller rad pjäsen flyttas, exempelvis "Sexf4". För situationen när bönder slår en annan pjäs skriver man till exempel "exd5", där "e" står för vilken linje bonden utför slaget från: i detta fallet slår bonden på e-linjen den pjäs som står på fältet "d5". I äldre schacklitteratur ser man ofta kolon angivet istället för "x". Enligt exemplen ovan skriver man då alltså "Se2:f4" respektive "e:d5". Användande av kolon istället för "x" är emellertid inte längre tillåtet enligt FIDE:s regler.

### Dragföljd
Ett schackparti börjar med att vit utför sitt första drag, följt av att svart utför sitt första drag. Efter första draget följer spelarnas andra, tredje drag, och så vidare. I schacknotationen anger man först dragets ordningsnummer, enligt FIDE gärna följt av en punkt. Efter dragets ordningsnummer och punkten anger man vits förflyttning, därefter svarts. Därpå följer nästföljande drags ordningsnummer och punkt, följt av vits förflyttning, och så vidare. Exempel:
1. e4 e5 2. Sf3 Sc6 3. Lb5
I den händelse man redan tidigare angivit vits drag – till exempel som här följt av en textkommentar – ersätter man sedan detta drag med ett streck, och försätter därefter med att ange svarts drag. Dragets ordningsnummer utelämnar man däremot aldrig. Exempel:
3.– a6 4. La4 Sf6 5.0-0 Sxe4

### Specialdrag
- En passant brukar markeras med förkortningen e.p. efter draget.
- Rockad betecknas med 0-0 för kort och 0-0-0 för lång rockad. (Vissa schackprogram för dator frångår FIDE:s standard och använder istället den versala bokstaven "O", alltså O-O och O-O-O för lång respektive kort rockad.)
- Promovering anges med bondens målruta och vilken pjäs den förvandlas till, till exempel 37. exf8D (e-bonden tog något på f8 och blev en dam).

### Bra och dåliga drag
I notationen kan också göras subjektiv bedömning av huruvida draget var bra eller dåligt. För bra drag markeras draget med ett utropstecken, exempelvis "Sf4!". För särskilt utmärkta drag används två utropstecken, till exempel "exd5!!". På motsvarande sätt använder man frågetecken för svaga drag eller blundrar, exempelvis "Sf4?" respektive "exd5??". För intressanta, oväntade men förmodat bra drag använder man en kombination, med utropstecknet först: "Sf4!?". För oväntade men förmodat svaga drag anger man istället frågetecknet först: "exd5?!".

### Schackmatt
Då man ställer motståndaren schack brukar det markeras med ett kors † eller plustecken +. Dubbelschack markeras med två kors †† . Schackmatt markeras med ett dubbelkors ‡ eller med fyrkant #.
För att sammanfatta utgången av partiet skriver man 1–0 för vit vinst, och 0–1 för svart partivinst. För remi används ½–½ eller likamedtecken =. (Under partiets gång används likamedtecken inom parentes (=) för att beteckna att spelaren avgivit ett remianbud.)

### Exempelparti
Detta parti, så kallad skolmatt, är ett exempel på hur lång algebraisk notation förs.
| Dragnummer | Vits drag | Svarts drag | Kommentar |
| ---------- | --------- | ----------- | --- |
| 1          | e2-e4     | e7-e5       | Eftersom inga bokstäver anges flyttas enbart bönder i detta heldrag. |
| 2          | Lf1-c4    | Sb8-c6      | Vit flyttar fram sin löpare, och svart flyttar fram sin springare för att försvara sin bonde.                                                                                               |
| 3          | Dd1-h5    | Sg8-f6??    | Vit flyttar fram sin dam, och svart svarar genom att flytta fram sin andra springare och hota damen. Svarts drag är en blunder då det tillåter schackmatt i nästa drag, därav frågetecknen. |
| 4          | Dh5xf7#   |             | Vit ställer svart i schackmatt genom att flytta sin dam till f7 och slå bonden på det fältet, därav fyrkanten.                                                                              |

## Beskrivande notation
Den beskrivande eller deskriptiva notationen användes tidigare i en del länder. Problemet med beskrivande notation är att detta system inte är lika intuitivt som algebraisk notation, och det är lätt att göra misstag om man förväxlar svart och vit.
Den beskrivande notationen utgår alltid från respektive spelares egen sida av spelplanen. Fältet "e4" (enligt algebraisk notation) kallas med beskrivande notation för "rutan fyra steg framför kungen" om man spelar vit – eller "Kungens fyra" (på engelska blir detta Kings four, förkortat K4). Om man däremot spelar svart heter samma fält "Kungens fem" (K5), eftersom fältet sett från svarts sida befinner sig ett steg längre bort från den egna kungen.
Ett parti kan till exempel börja: 
1. Vit: Bonde till K4 Svart: Bonde till K4
2. Vit: Springare till Kungens Löpare 3 Svart: Springare till Damens Löpare 3

Vanligtvis förkortar man dock pjäsernas beteckningar – springare blir "S", och så vidare – samt anger dragföljden på samma rad. Till skillnad från den algebraiska notationer specificerar man dessutom alltid bönder:
1. B-K4 B-K4
2. S-KL3 S-DL3

Detta skulle med algebraisk (kort) notation istället skrivas:
1. e4 e5
2. Sf3 Sc6

eller med algebraisk lång notation:
1. e2-e4 e7-e5
2. Sg1-f3 Sb8-c6

Vanligtvis anger man dragföljden på en och samma rad, löpande i texten (1. B-K4 B-K4 2. S-KL3 S-DL3 respektive 1. e4 e5 2. Sf3 Sc6) men härovan är dragen uppställda i tabellform för ökad tydlighet.

## Kommentering av drag
Följande beteckningar används ofta för att kommentera drag eller ställningar:
- ! ett synnerligen bra (och ofta överraskande) drag
- !! ett utmärkt drag, avgörande drag
- ? ett dåligt drag, misstag
- ?? en blunder, förlorande drag
- !? ett intressant drag, som inte behöver vara bäst
- ?! ett tveksamt drag, som kan visa sig vara dåligt
- □ ett forcerat drag, det enda möjliga draget
- TN en teoretisk nyhet som inte har spelats tidigare
- (D) referens till ett schackdiagram, ofta i schackböcker
- = likställdhet eller lika chanser
- += vit har en viss fördel
- +- vit har en klar fördel
- ++- vit har en vinnande fördel
- =+ svart har en viss fördel
- -+ svart har en klar fördel
- -++ svart har en vinnande fördel

Dessa beteckningar används både i algebraisk och beskrivande notation.

## Historia
Den äldsta schacklitteraturen använder fullständiga meningar för att beskriva dragen, till exempel "flytta bonden till fjärde rutan framför kungen". Den beskrivande notationen kan sägas vara en formalisering och förkortning av detta sätt att beskriva dragen. 
Den algebraiska notationen introducerades i en bok av Philip Stamma 1737. Den slog igenom i Tyskland relativt tidigt och användes i bland annat den inflytelserika Handbuch des Schachspiels från 1840-talet. Även i Sverige användes algebraisk notation i schackböcker och tidningar på 1800-talet, till exempel i Tidskrift för Schack som kom ut första gången 1894.
Den beskrivande notationen dröjde kvar längst i engelsk- och spanskspråkig litteratur. I USA gick man inte över till algebraisk notation förrän under 1970-talet. Det har gjort äldre engelskspråkiga schackböcker svårtillgängliga och en del av dem har kommit ut i nyutgåvor konverterade till algebraisk notation.